# Phare de St George Reef
Le phare de St George Reef est un phare situé sur l'un des récifs proche de Crescent City, dans Comté de Del Norte (État de Californie), aux États-Unis. Il a été inactif de 1975 à 2012.
Ce phare est géré par la Garde côtière américaine, et les phares de l'État de Californie sont entretenus par le District 11 de la Garde côtière .
Il est inscrit au Registre national des lieux historiques depuis le 9 décembre  1993 .

## Histoire
Le récif St George a été choisi comme emplacement pour la construction d'un phare, après de nombreux accidents et naufrages sur cette zone, comme celui du bateau à roues à aubes Brother Jonathan le 30 juillet 1865. La perte de personnalités sur le navire à vapeur a été une incitation à l'approbation de la construction. Néanmoins, il a fallu attendre 1892 pour finaliser cette structure en raison de la disponibilité changeante des fonds fédéraux. Contrairement à la conception typique du phare par l'architecte fédéral Ammi B. Young (en), qui consistait en un cottage séparé de la tour d'éclairage et des logements, celui-ci consiste en une tour érigée sur structure de fondation en forme de forteresse de 15 m de haut.
Le phare a été mis en service le 20 octobre 1892. C'est une tour cylindrique, avec galerie et lanterne, dont la hauteur focale est à 45 m au-dessus de la ligne des eaux. La première étude complète de la roche a été faite en 1882, et la construction a commencé en 1883, avec le dynamitage de la roche du récif pour former le noyau d'ancrage de la fondation. Le granit fut extrait de la carrière de Mad River et transporté par le train depuis Arcata puis sur des barges à travers Humboldt Bay jusqu'au chantier de construction près de la station de sauvetage de Humboldt Bay. Chaque pierre devait s'adapter au plus juste pour fournir un mur sans soudure contre l'océan. Les travaux furent finalement achevés en 1891, mais le phare attendait l'arrivée de son objectif de France pour l'année suivante. Quand le phare fut finalement opérationnel en 1892, sa dépense totale de construction en fit le phare le plus cher jamais construit aux États-Unis.
En raison de son endroit éloigné et d'être entouré par une mer dangereuse et imprévisible, plusieurs personnes sont mortes pendant sa construction et son fonctionnement ; des dizaines hommes ont démissionné ou ont cherché à être transférés, et quelques-uns ont même souffert de dépression nerveuse. Le ravitaillement se faisait directement de la plateforme du phare par un bras de levage qui prenait les charges du pont du navire. Durant les tempêtes la mer grimpait régulièrement sur la plateforme et, en 1952, des vagues ont même brisé les fenêtres de la salle des lanternes à 46 mètres au-dessus du niveau de la mer, l'eau de mer s'écoulant par l'escalier intérieur.
La station de phare fut remplacée par une bouée dite « phare flottant » et déclassée en 1975. Sa lentille de Fresnel de 1er ordre, de 2,4 m, fut enlevée en 1983 pour être exposée au Musée historique du comté de Del Norte à Crescent City. En 1996, la gestion du phare fut transférée à la St. George Reef Lighthouse Preservation Society, qui effectue les travaux nécessaires de restauration ainsi que des visites du site par hélicoptère d'octobre à juin.

## Informations historiques du site

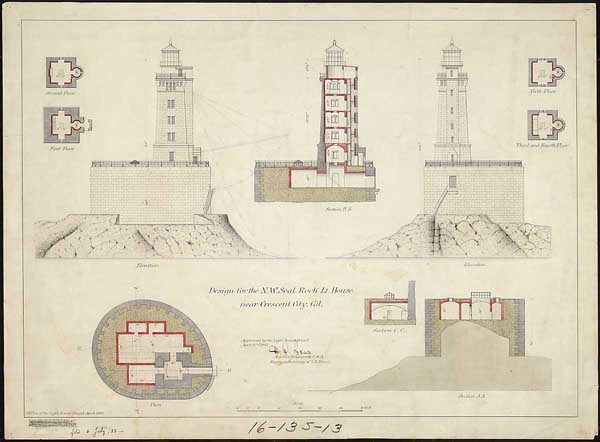
Plan du phare.

Ce phare, construit sur un petit récif de seulement 91 m de diamètre et d'une superficie de seulement 0,65 ha, est l'un des phares les plus exposés de la côte du Pacifique. Des difficultés extrêmes ont été rencontrées dans la construction de cette tour, et 10 ans ont été nécessaires avant que les travaux soient terminés. La base de la tour est un bloc résistant de béton et de granit, et la tour au-dessus est également construite de blocs de granit. La pierre a été extraite des rochers de granit trouvés sur la rivière Mad près de Humboldt Bay. La tempête la plus violente sur ce phare fut probablement celle de 1923, quand des vagues énormes partant du nord-ouest se sont brisées sur la plate-forme de la tour, à 21 m au-dessus de l'eau, avec une telle violence qu'elles ont détruit l'étable des ânes. Plusieurs hommes ont été blessés, et d'autres ont été tués durant le transfert du bateau sur la plateforme.
Le phare de St. George Reef représente l'un des plus grands défis de l'histoire de la construction de phares aux États-Unis. En plus d'être l'un des plus chers jamais construits à cette époque, il a fallu huit ans pour le terminer. 1339 grands blocs de granit taillés ont été utilisés dans la construction.
Il était habité par un équipage de six gardiens. Une lampe de 1 000 000 candelas, un radiophare de repérage et une corne de brume à deux tons constituaient son équipement contre les catastrophes.

## Réactivation du phare
Le phare a été rallumé le 10 mars 2012. La lumière peut être vue de Brookings en Oregon, à Crescent City, en Californie. Il émet un éclat blanc toutes les 12 secondes. Sa portée n'est pas connue.
Après 16 ans d'exploitation en toute sécurité et moins d'un mois après la cérémonie de sa remise en service, la Société de préservation du phare de St. George Reef a reçu une ordonnance de cessation de service du Département des transports de l'État de Californie. Cela était dû à l'absence d'un héliport certifié par permis. En juin 2014, des efforts ont été déployés pour construire un héliport approprié et reprendre les vols en hélicoptère.
Identifiant : ARLHS : USA-1005 - Amirauté : G4423 - USCG : 6-0570.

### Lien connexe
- Liste des phares de la Californie